# Mas Ventós (Olot)
El mas Ventós és una mas del municipi d'Olot declarat bé cultural d'interès nacional.

## Descripció
El primitiu nom d'aquest mas era mas Soler. L'any 1393 n'era amo Pere Soler, fins que tres-cents anys més tard, el 24 de juny de 1684, Joan Marcillo de Foixà vengué la finca a Joan Ventós i Papagalls. És un gran casal de planta quadrada amb un teulat a quatre aigües. Disposa de planta baixa, dos pisos i golfes-colomar. Les galeries que corren de llarg a llarg de la façana principal i de la lateral de ponent donen la personal fesomia al mas. Els interiors, amb notable mobiliari, han estat objecte de recents restauracions. La seva actual propietària és Pilar de Ventós i de Rocafiguera.

### Béns mobles integrants de la declaració de BCIN
- Calaixera de fusta tallada, burinada i amb elements de forja, dels segles XVII-XVIII

- Calaixera de fusta tallada, envernissada i amb elements de fosa, dels segles XVII-XVIII

- Làmpada de vidre, metall i fil de la segona meitat del segle XIX

- Tocador de fusta tallada, daurada i policromada de la segona meitat del segle XIX

- Dues taules raconeres de fusta tallada, daurada i policromada del segle XIX

- Bressol de fusta tallada, daurada i policromada dels segles XVII-XVIII;[1]

- 8 llits de fusta daurada i policromada, sis d'ells dels segles XVII- XVIII, dos dels segles XVIII-XIX

- Llit de fusta tallada i envernissada del segle XIX

- Banc de fusta del segle XVI[1]

## Història
Els Ventós procedeixen de la zona de Sant Aniol de Finestres. El primer Ventós conegut és Guillem (1394). L'any 1581 un cavaller de la casa Ventós, de nom Benet, va contraure noces amb la pubilla del mas Papagalls (veïnat de Sant Martí, Santa Pau). Havent mort sense successió llur hereu Bartomeu, s'unificaren les dues cases, Ventós i Papagalls. Els primers passaren a viure a Santa Pau, fins que a les darreries del segle xvii es traslladaren definitivament als afores d'Olot, rebatejant el Mas Soler amb el nom de Ventós.